# Takashi Ishimoto
Takashi Ishimoto (n. 6 aprilie 1935, Kochi, Japonia – d. 1 martie 2009, Kochi, Japonia) a fost un înotător japonez, medaliat olimpic. A participat la o ediție a Jocurilor Olimpice (1956) în care a câștigat o medalie de argint.